# 6978 Hironaka
6978 Hironaka (1993 RD) là một tiểu hành tinh vành đai chính được phát hiện ngày 12 tháng 9 năm 1993 bởi K. Endate và K. Watanabe ở Kitami.